# پرتک
پرتک (به کردی: Pêrtag) (به ترکی استانبولی: Pertek) شهری است در کشور ترکیه که در استان تونجلی واقع شده‌است. جمعیت این شهر بر اساس سرشماری سال ۲۰۰۸ میلادی ۷٬۴۹۶ نفر و بر اساس برآوردهای سال ۲۰۰۹ میلادی ۸٬۹۶۰ نفر می‌باشد.